# Миколай Торосович
Миколай, власне Нікол Торосович (пол. Mikołaj Torosowicz) (1605 — 24 жовтня 1681) — архієпископ львівський вірменського обряду, уклав унію з Римським престолом 1630 р.

## Біографія
Народився у родині багатого львівського купця вірменського обряду Якова Торосовича. Висвячений 1626 р. в Стамбулі, наступного року став єпископом львівських вірмен. 1630 р. проголосив унію з Римом під час церемонії в костелі кармелітів босих 24 жовтня 1630. Унія була підтверджена Римом 8 листопада 1630.
1635 р. Миколай Торосович склав католицьке сповідання віри перед папою Урбаном VIII в Римі і був проголошений архієпископом-митрополитом львівським з юрисдикцією над вірменами Польщі, Молдавії та Валахії.
Ініціатор запрошення до Львова ордена театинців.
Помер 24 жовтня 1681 у віці 76 років.
Львівська вірменська католицька архієпархія проіснувала понад 300 років до 1954 р. аж до смерті її останнього керівника Діонісія Каєтановича у радянському концтаборі.

## Вшанування
- Вулиця у Львові (тепер вулиця Коциловського).[2]